# Fanchette Flamm
Fanchette Flamm war eine österreichische Tischtennis-Nationalspielerin. Sie wurde 1928 Weltmeister im Doppel.

## Werdegang
Fanchette Flamm war Mitglied der Tischtennissektion des Wiener AC. Sie wurde 1929 mit dem Verein Bindobona österreichischer Mannschaftsmeister.
Sie wurde für die Weltmeisterschaften 1928 und 1929 nominiert. 1928 wurde sie zusammen mit der Ungarin Mária Mednyánszky Weltmeister im Doppel. Im Endspiel setzten sie sich gegen Doris Gubbins/Brenda Sommerville (Wales/England) durch. 1929 wurde sie Vizeweltmeister im Doppel mit Gertrude Wildam hinter den deutschen Erika Metzger/Mona Rüster.
Über Fanchette Flamm ist ansonsten nur wenig bekannt. Flamm ist ihr Ehename, Geburtsname und -datum sind nicht veröffentlicht.

## Turnierergebnisse
| Verband | Veranstaltung     | Jahr | Ort       | Land | Einzel        | Doppel | Mixed         | Team |
| ------- | ----------------- | ---- | --------- | ---- | ------------- | ------ | ------------- | ---- |
| AUT     | Weltmeisterschaft | 1929 | Budapest  | HUN  | letzte 16     | Silber | letzte 32     |      |
| AUT     | Weltmeisterschaft | 1928 | Stockholm | SWE  | Viertelfinale | Gold   | Viertelfinale |      |